# 아트 테이텀
아트 테이텀(영어: Art Tatum, 1909년 10월 13일 ~ 1956년 11월 5일)은 미국의 재즈 피아니스트다. 테이텀은 전 시대를 통틀어 가장 위대한 재즈 피아니스트 중 한 사람으로 널리 여겨지고 있다. 그의 연주는 재즈 피아노 기교에 대한 새로운 기준을 마련한 그들의 기술적인 숙달과 창의성으로 갈채를 받았다. 비판적인 스콧 야노우는 "테이텀의 빠른 반사와 끝없는 상상력은 동 시대 사람들보다 훨씬 앞서게 해 준 신선한 아이디어로 즉흥 연주를 채웠다."라고 썼다.

## 생활 및 경력

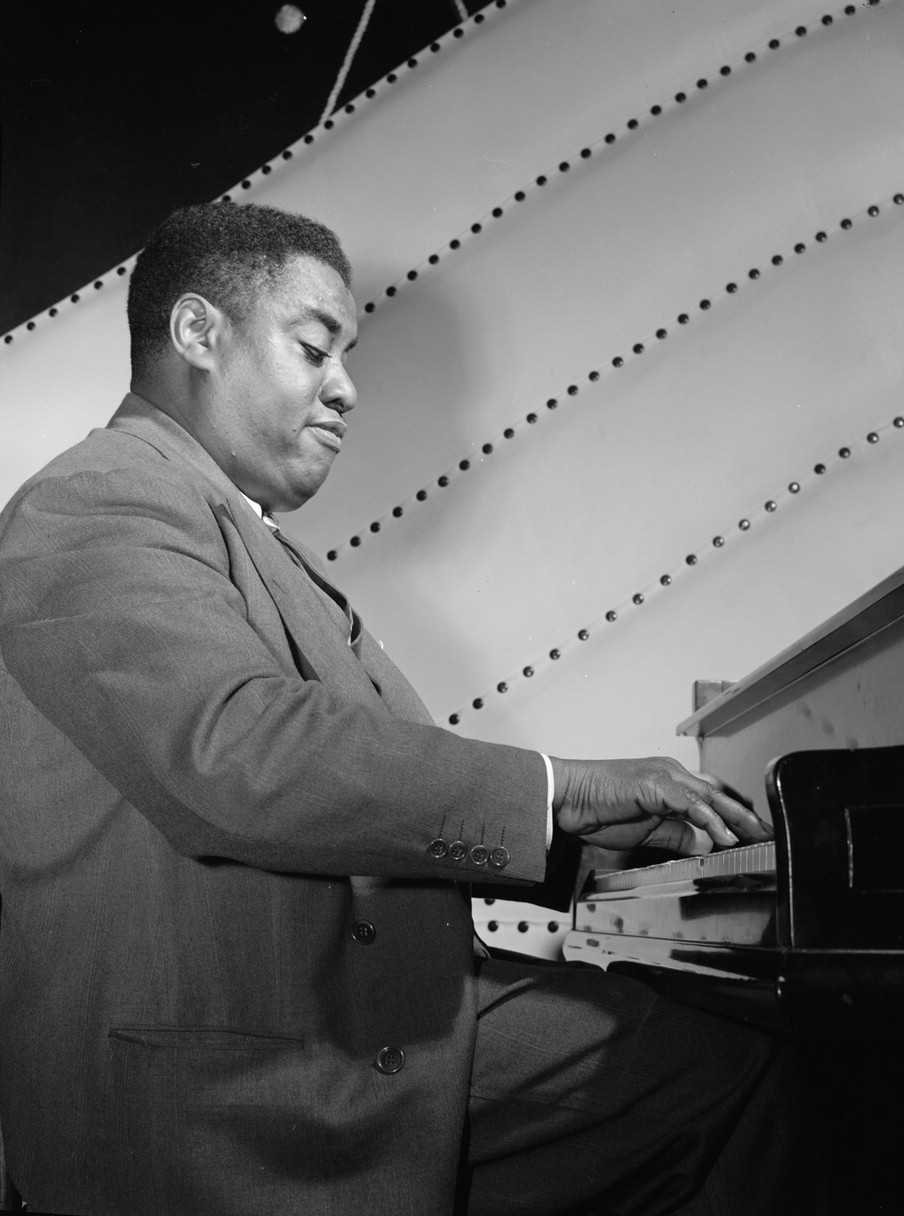
뉴욕 보그 룸의 아트 테이텀 (1946년과 1948년 사이)

그러한 위상을 지닌 음악가에게 테이텀의 삶에 대해 알려진 정보는 거의 없다. 제임스 레스터는 단 한권의 장편 전기 (1994), 즉 말로는 표현할 수 없을 만큼 너무 경이적인 것만 출판해왔다. 레스터는 그 책을 쓰기 위해 테이텀의 많은 동 시대 사람들을 인터뷰했고 그에 대해 출판된 많은 기사들에서 영감을 얻었다.

### 어린 시절
테이텀은 오하이오주의 털리도에서 태어났다. 그의 아버지인 아서 테이텀은 기타리스트이자 그의 어머니 밀드레드 호스킨스가 피아노 연주를 하는 그레이스 장로교회에서 선배였다. 그는 칼과 알렌이라는 두 형제를 두었다. 어린 시절부터 그는 백내장에 걸려 한쪽 눈은 실명했고 다른 한쪽은 시력밖에 없었다. 많은 수술들이 그의 시력을 어느 정도 향상시켜 주었지만 1930년 그가 폭행을 당했을 때 일부 이점들은 되돌려 졌다.
절대 음감을 가진 아이인 테이텀은 귀를 통해 연주하는 법을 배웠고, 세살 때 교회 찬송가를 고르고, 라디오에서 음악을 배우고, 어머니가 소유한 피아노 롤 녹음을 복사했다. 미국의 소리 인터뷰에서 그는 두 피아니스트가 만든 피아노 롤 녹음물을 복사함으로써 그가 연주하는 것을 배웠다는 널리 퍼진 소문을 부인했다. 그는 정확성도 잃지 않고 아주 빠른 주법을 개발해 냈다. 그는 어렸을 때 피아노의 억양에도 매우 민감해서 조율을 자주 해야 한다고 주장했다. 피아노 치는 것이 그의 정신적, 신체적 기술의 가장 명백한 적용이었지만, 그는 또한 메이저 리그 베이스볼의 통계학에 백과 사전적 기억을 가지고 있었다.
1925년 테이텀은 콜럼버스 시각 장애인 학교로 옮겨 그곳에서 그는 음악을 공부하고 점자를 배웠다. 그는 이후에 제퍼슨 학교 또는 톨레도 음악 학교에서 오버 턴 G. 레이니와 함께 피아노를 공부하였다. 시각 장애가 있기도 한 레이니는, 즉흥적으로 연주하지 않고 그의 학생들이 재즈를 연주하는 것을 막지 않았기 때문에, 아마도 고전 전통에서 테이텀을 가르쳤다. 1927년에, 테이텀은 털리도 라디오 방송국 WSPD에서 엘렌 케이의 쇼핑 채팅 프로그램에 참가하는 동안 '털리도의 시각 장애인 피아니스트'로 연기하기 시작했고 곧 그만의 프로그램을 갖게 되었다. 19살이 되었을 때, 테이텀은 근처에 웨이더스 앤 벨먼스 클럽에서 연주하고 있었다. 테이텀이 퍼지는 동안 듀크 엘링턴, 루이 암스트롱, 조 터너 그리고 플레처 헨더슨을 포함하여 털리도를 통과한 국가 대표 공연자들은 피아노 현상을 듣기 위해 반드시 들를 것이다.
1931년에 보컬리스트 아델레이드 홀은 거의 2년 동안 월드 투어를 시작했다, 그 동안에 (가장 아마 1932년 1월에 그녀가 리볼리 극장에 나타났을 때) 그녀는 털리도의 테이텀을 발견하여 그녀의 무대 피아니스트 중 한명으로 고용했다. 1932년에, 홀은 테이텀과 함께 뉴욕으로 돌아와 그를 라파예트 극장의 할렘에 소개했다. 1932년 8월, 그녀는 〈Strange As It Seems〉과 〈You Gave Me Everything But Love〉를 포함해, 테이텀을 그녀의 피아니스트 중 한명으로 네명의 녹음물을 만들었다.

### 1909년에 있었던 테이텀의 문화
20세기 초, 테이텀의 부모님인 아서 테이텀과 밀드레드 호스킨스는 노스 캐롤라이나에서 오하이오의 털리도에서 새로운 삶을 시작했다. 1909년 10월 13일 그들이 도착한 직후에 아서 테이텀 Jr.가 태어났다. 이 젊은 부부가 왜 오하이오를 선택했는지는 밝혀지지 않았지만, 세기가 바뀌면서, 많은 요인들이 오하이오를 북쪽으로 이주하는 남쪽 흑인 가정들에게 매력적으로 만들었다. 노예 제도가 오하이오 주에서 합법화된 적이 없다는 사실과 오하이오 주의 일부는 비교적 평화로운 정착에 도움이 되는 분위기를 위해 만들어진 지하 철도 역이었다. 이것은 아프리카계 미국인들이 그 지역에 일찍 정착하도록 유혹했다. 에드렌 콜에 따르면, 1860년 인구 조사에 따르면, 털리도에 살고 있는 300명의 아프리카계 미국인들이 있으며, 1910년 털리도에는 2,000명의 아프리카계 미국인이 있었다. 남대서양 연안 주에서 이주한 테이텀과 같은 아프리카계 미국인은 전체 흑인 인구의 16.6%를 차지했고 털리도로 이주한 세번째로 큰 흑인 그룹이었다. 그들은 일찍이 사회 제도를 만들어, 새로 도착한 아프리카계 미국인들의 이동을 도왔다. 내전의 마지막 해에 (1886년), 아프리카 아메리카 교회인 워렌 아프리카 감리교 교회가 세워졌다. 털리도는 1909년까지 분리 학교라는 개념에 대하여 이미 의문을 가졌다. 사실, 예술이 다니게 될 제퍼슨 스트리트 학교는 1880년쯤에 "유색 인종"을 받아 들였었다. 1927년에, 흑인들은 털리도 학교에 계속해서 일을 하였다. 1927년 3월 7일 공립 학교 교육감 찰스 S. 미크으로부터 접수된 보고서에 따르면, "공립 고등학교에는 147명의 흑인들이, 흑인 고등학교와 흑인 학교의 1,574명이었다." 하지만 아서와 밀드레드 테이텀은 방향과 지침을 위해 확립된 아프리카계 미국인 가족들을 찾고 있다는 점을 기억하는 것이 중요하다. 테이텀들은 위대한 이주의 첫 세 갈래 동안 털리도에 도착했다. 그럼에도 불구하고 테이텀의 조기 이주는 1914년부터 1912년까지 아프리카계 미국인의 도시 북쪽으로의 집단 이동과 관련된 일반적인 관심과 문제에 의해 영감을 받았다. 1923년 미시시피 주에서 개최된 아프리카계 미국인들의 회의에서는, 테이텀과 같은 흑인들이, 아프리카계 미국인들의 복지에 미치는 인종적 긴장과 영향 때문에 미시시피를 떠나고 있다고 결론지었다. 테이텀과 다른 많은 아프리카계 미국인 가정은 그들의 개인적, 집단적 경험과 열망을 털리도에 가져왔다.

### 음악 경력
테이텀은 스트라이드 피아노 스타일의 본보기가 되는 피아니스트 제임스 P. 존슨과 패츠 월러 그리고 테이텀의 6년 선배인 좀 더 "현대적인" 얼 하인즈에서 영감을 얻었다. 테이텀은 월러를 주요 영향력 있는 인물로 꼽았지만 피아니스트 테디 윌슨과 색소폰 연주가 에디 베레필드에 따르면 아트 테이텀의 가장 좋아하는 재즈 피아노 연주자는 얼 하인즈였다고 말했다. 그는 얼의 모든 기록들을 사곤 했고 그것들에 대해 즉흥적으로 대처할 것이다. 음반은 틀었지만 얼이 무슨 짓을 하는지는 즉흥적으로... "물론, 여러분이 예술 연극을 들었을 때는 아무도 듣지 못 했습니다. 하지만 그는 얼의 연극 스타일에서 아이디어를 얻었지만, 결코 그것을 알지 못 했습니다." 그가 성공을 거둔 가장 큰 사건은 1933년 월러, 존슨 그리고 윌리 "더 라이온" 스미스가 포함된 뉴욕 시 모건 바에서 열린 커팅 콘테스트에 모습을 보인 것이다. 표준 콘테스트 작품으로는 존슨의 〈Harlem Strut〉과 〈Carolina Shout〉 그리고 월러의 〈Handful of Keys〉이 있었다. 테이텀은 〈Tea for Two〉와 〈Tiger Rag〉이라는 곡을 함께 연주해, 이 곡은 본격적인 피아노 연주의 마지막 단어로 여겨졌다. 그 후 테이텀의 데뷔 무대에 대해 회고하며 존슨은 "테이텀이 그날 밤에 〈Tea for Two〉를 틀었을 때, 내가 그것이 실제로 연주한 것으로 처음 들은 것 같다."라고 말했다. 테이텀의 데뷔는, 그가 엘리트 대회를 능가해, 보폭 시대의 종말을 예고했기 때문에 역사적인 것이었다. 그는 보폭 전문가인 도널드 램버트가 그와 반 시리즈 경쟁을 시작하기 전까지 더 이상 도전을 받지 않았다.
테이텀은 처음에는 털리도와 클리블랜드를 돌아 그 후 뉴욕 오닉스 클럽에서 일했다. 그는 1933년 3월에 브런즈윅 레코드에서 처음으로 네개의 솔로 면을 기록했다. 테이텀은 오하이오로 돌아와 1930년대 중반 털리도, 클리블랜드, 디트로이트, 세인트 루이스, 시카고 등 중서부 지역을 돌아 루디 발레가 주최하는 라디오 프로그램에 출연했다. 그는 또한 시카고와 로스앤젤레스의 세 도시에서 트로카데로, 파라마운트와 클럽 알라 팜에서 주연을 했다. 1937년에, 그는 뉴욕으로 돌아왔고, 그곳에서 그는 클럽에 나타나 전국 라디오 프로그램에 출연했다. 그 다음 해에 그는 영국 퀸 메리에서 투어를 시작했고,  3개월 동안 밴드리더 암브로스가 소유한 시로스 클럽에서 공연을 했다. 1930년대 후반, 그는 로스앤젤레스와 뉴욕에서 놀고 녹음하기 위해 돌아왔다.

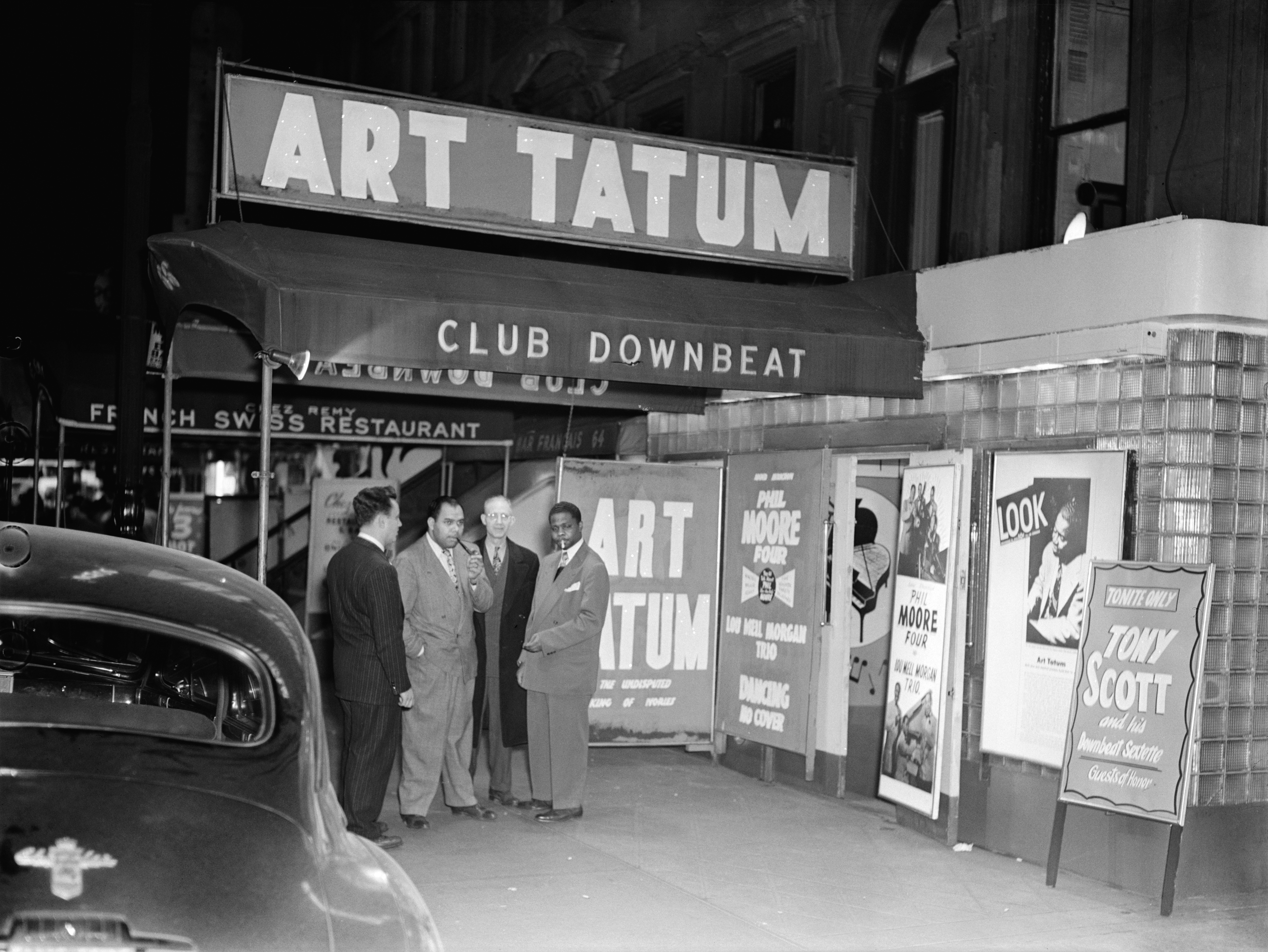
1947년, 뉴욕 다운비트 클럽의 아트 테이텀 (오른쪽)

### 1940년대와 1950년대
1941년에 테이텀은 가수 빅 조 터너와 데카 레코드에 두 번 출연했는데, 그 중 처음으로 전국적인 인기를 끈 〈Wee Baby Blues〉를 포함했다. 2년 후 테이텀은 에스콰이어 잡지의 첫번째 재즈 인기 투표에서 이겼다. 아마도 솔로 피아노 관객이 제한되어 있다는 것을 믿으면서, 그는 냇 킹 콜의 성공적인 재즈 트리오가 1943년 기타리스트 티니 그림스와 베이시스트 슬램 스튜어트와 함께 자신만의 3인조를 결성하도록 영감을 받았다. 타탐은 2년 가까이 트리오 전적을 이어 왔다. 그림스는 그 단체를 버렸지만 테이텀은 계속해서 이런 형식으로 돌아왔다. 그는 또한 그의 솔로 활동을 계속했다. 많은 재즈 음악가들이 테이텀을 동경했지만 1940년대 중반부터 비밥이 생기면서 그의 인기는 사라져 갔다. 명성의 하락에도 불구하고, 테이텀은 1944년 메트로폴리탄 오페라 극장에서 루이 암스트롱과 같은 다른 유명 재즈 아티스트들과 함께 재즈 콘서트를 열었다.
그의 생애 마지막 2년 동안 테이텀은 1956년 4월 마지막 공연을 포함하여 디트로이트에 있는 베이커의 키보드 라운지에서 자주 놀았다. 이에 앞서 테이텀은 직접 베이커의 스타인웨이 피아노를 골라 클래런스 베이커 호텔에 구입해 뉴욕 전시장에서 발견해 디트로이트로 배달했다.

### 사망
아트 테이텀은 1956년 11월 5일, 로스앤젤레스의 한 병원에서 요독증으로 사망했다. 그의 시신은 원래 로스앤젤레스의 앤젤러스 로즈데일에 안치되어 있었으나,  그의 아내 제랄딘 테이텀에 의해 1991년 글렌데일 산림 잔디밭으로 옮겨졌고,  그래서 그녀는 결국 그의 옆에 묻힐 수 있었다. 하지만 그의 묘비가 로제데일을 기리기 위해 남겨진 것이다. 제랄딘은 2010년 5월 4일에 로스엔젤레스에서 죽어 포레스트 로우 묘지의 아트 옆에 묻혔다.

## 스타일
테이텀은 스트라이드와 클래식 피아노를 바탕으로 소설적이고 독특한 피아노 스타일을 발전시켰다. 그는 키보드 전체를 휩쓸고 지나가는 카덴차로 강조된 재즈 피아노에 강한 스윙 펄스를 도입했다. 그의 대중 가요 해석은 풍부하고, 세련되고, 복잡했다. 1930년대에 울려 퍼진 재즈는 1940년대, 1950년대 그리고 그 이후의 비보프 시대에 꽃 피었던 자유롭게 확장된 즉흥 연주로 아직 진화하지 않았다. 하지만 재즈 음악가들은 즉흥 연주를 하면서 즉흥 연주를 하기 시작했고, 테이텀은 그 운동의 리더였다. 그는 보통 본래의 멜로디 라인에서 멀리 벗어나지는 않았지만, 종종 비밥와 이후의 재즈 장르를 자극하는 즉흥적인 대사들을 만들었다. 하지만, 테이텀은 여러개의 서명 장치들과 그의 레퍼토리 내내 등장하는 연속적인 연주로 선율을 연주했다. 그가 성장함에 따라, 테이텀은 쓰여진 멜로디를 버리고 그의 즉흥 연주를 확장하는 것에 더 모험적이 되었다.
테이텀의 소리는 그의 조화로운 창의성과 기술력 덕분이었다. 1930년대에는 그의 조화로운 개념과 더 큰 화음이 그들 시대를 훨씬 앞서 있었고 10년 후에는 비밥 시대 음악가들에 의해 탐험될 것이다. 그는 그의 대사의 상위 연장의 일부를 작업했는데, 이는 버드 파월과 찰리 파커에 의해 더욱 발전된 관행으로, 차례로 '모던 재즈'의 발전에 영향을 미쳤다. 테이텀은 또한 재즈 피아노에서 불협화음을 사용하기 시작했는데, 예를 들어, 들을 수 있듯이, 〈Aunt Hagar's Blues〉를 녹음했는데,  청색 효과를 얻기 위해 광범위한 불협화음을 사용했다. 크고 작은 초를 사용하는 것 외에도, 불협화음은 테이텀이 자주 사용하는 복잡한 화음에 내재되어 있었다.
테이텀은 또한 권위를 가지고 블루스를 연주할 수 있었다. 그의 경쟁자들에게 찬사를 보내는 것으로 잘 알려지지 않은 피아니스트 제이 맥션은 "아트는 정말로 블루스를 연주할 수 있었습니다. 나에게 있어, 그는 세계에서 가장 훌륭한 블루스 연주자였습니다. 그리고 나는 그것을 깨달은 사람이 거의 없다고 생각합니다." 하지만, 테이텀의 레퍼토리는 주로 브로드웨이와 인기 있는 기준이었으며, 화음 진행과 다양성이 그의 재능에 더 잘 맞았다.
그의 운율은 정교하고, 폭약식이고, 극적이고, 유쾌했으며, 스텝, 재즈, 스윙, 부기우기, 고전적 요소를 결합했으며, 음악적 아이디어는 빠른 속도로 이어졌다. 베니 그린은 자신의 수필인 "The Reluctant Art"에서, 테이텀은 모든 스타일에 기초하여 어떤 스타일을 만들어 내고, 개인적인 음악을 마스터하기 위해 지금까지 한 유일한 재즈 음악가이다. 그는 장난기가 많고 즉흥적이며 종종 다른 노래들의 인용문을 즉흥적으로 삽입하곤 했다.
테이텀은 공간을 절제되거나 확장적으로 사용하는 쪽으로 기울지 않았다. 그는 자신의 위대한 기술과 현명한 조화를 보여 주는 해석을 선호하면서, 단순화된 방식으로 연주하는 경우가 거의 없었다. 재즈 피아니스트 스탠리 코웰이 털리도에서 자라고 있을 때, 그의 아버지는 테이텀이 코웰의 집에서 피아노를 연주하도록 설득했다. 스탠리는 "테이텀은 너무 멋지게 연주를 했고 너무 많이...피아노가 끊어질 것 같았어요. 그리고 엄마가 방을 나가셨어요... 그래서 '엄마, 무슨 일이에요?'라고 말했어요. 그리고 엄마는 '아, 저 남자는 피아노를 너무 많이 치는구나.'라고 말했어요." 키스 재럿을 비롯한 소수의 비평가들은 테이텀이 너무 많은 음을 연주하거나 너무 장식적이거나 심지어 '재즈를 좋아하지 않는다'고 불평했다. 재즈 평론가 게리 기딘은 "그것이 테이텀의 본질이다. 그의 장식이 마음에 들지 않는다면 다른 사람의 말을 들어야 한다."고 말했다.

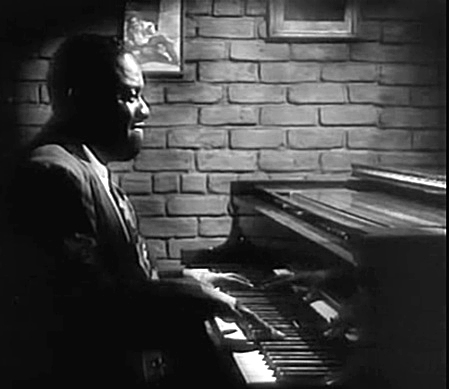
영화 파블로스 도르세스의 테이텀 스크린 캡쳐 (1947년)

스트라이드의 기초부터, 테이텀은 기술과 조화에서 큰 도약을 했고 재즈 피아노에서 가능한 한계를 넓히는 획기적인 즉흥 연주 스타일을 연마했다. 그의 혁신은 후에 재즈 피아니스트인 파월, 셀로니어스 멍크, 오스카 피터슨, 빌리 테일러, 빌 에번스, 테테 몬톨리우 , 칙 코리아와 같은 것이었다. 테이텀의 혁신 중 하나는 그의 오음음계의 사용이었는데, 이것은 후에 피아니스트들에게 종교 의식을 위한 장치로서 그 가능성을 더 많이 발굴하도록 고무시켰을지도 모른다. 허비 행콕은 테이텀의 독특한 음색을 "장엄하다"고 묘사했으며, 이 소리를 풀고 테이텀의 조화를 알리는데 시간을 할애했다. 그러나 테이텀의 키보드 어휘 중 많은 부분이 오늘날의 많은 연주자들에 의해 여전히 불확실하다.
테이텀이 피아노로 내는 소리도 독특했다. 빌리 테일러는 그가 좋지 않은 피아노 소리를 낼 수 있다고 말했다. 일반적으로 메코포트 볼륨에서 연주하면서, 그는 깊은 베이스 톤에서 부드러운 중기음과 반짝이는 중기음, 반짝이는 상부 레지스터 런에 이르기까지 전체 키보드를 사용했다. 그는 각각의 음이 명확하게 연결되고, 화음이 깨끗하게 울리고, 멜로디 라인이 흐려지지 않도록 지속 페달을 조금씩 사용했다. 그는 무한한 에너지로 경기를 했고 때때로 그의 빠르고 정확한 전달은 재즈 비평가 테드 지오이아가 "스테로이드에 관한 자동 피아노"에 비해 거의 기계적 효과를 냈다.

## 기술
음악 평론가 군터 슐러는 "어떤 점에서는 테이텀의 놀라운 기술에 대한 보편적인 합의가 있다"고 선언했다. 그 기술은 차분한 신체적 태도와 효율성으로 특징 지어진다. 테이텀은 연극적인 신체적 표현이나 얼굴 표정에 탐닉하지 않았다. 어려운 복도를 미끄러지듯 지나가는 그의 손은 그 현상을 목격한 대부분의 사람들을 당황하게 했다. 그는 특히 테이텀이 "불가능한 연기를 하는 것"으로 보이는 다른 피아니스트들을 놀라게 했다. 빠른 속도로 스크립팅 런을 할 때 조차도, 그의 손가락은 거의 움직이지 않는 것처럼 보였다. 행크 존스가 말했다. 
마침내 그를 만나 직접 연주를 들을 기회가 생겼을 때, 그는 많은 노력을 기울이지 않고 있는 것처럼 보였고, 그는 힘을 들이지 않는 것 같았어요. 그는 기만적이었요. 여러분은 그를 지켜볼 것이고, 무엇이 여러분의 귀에 닿는지 믿을 수 없을 것입니다. 그는 피아노에 그렇게 많은 움직임이 없었어요. 그는 그가 만든 음악을 만들기 위해 움직이고, 손을 흔들고, 온갖 종류의 신체적 운동을 하는 것을 보여 주지 않았습니다. 집중력이 강하게 집중되어 있어야 했지만, 그의 경기를 보는 것만으로는 알 수 없었어요.
손가락 두개로 된 여러개의 줄을 포함해 독학으로 배운 손가락을 이용해 피로테닉을 꼼꼼하게 정확하고 정확하게 연주했다. 공연할 때 엄청난 양의 술을 마신 점을 감안하면, 그의 연기는 더욱 주목할 만했다. 테이텀은 또한 손과 양손의 놀랄 만한 독립성을 보여 주었는데 이것은 즉흥 연주를 하는 동안 특히 분명했다. 오스카 피터슨은 테이텀을 가장 위협적인 피아니스트 중 한명으로 꼽으며, "그의 영향을 받지 않는 시대의 재즈 피아니스트는 없었어요."라고 말했다.
재즈 사학자이자 평론가인 이라이 기틀러는 타텀의 "왼손은 그의 권리와 같았다"고 선언했다. 버드 파월이 1950년경 버드랜드에서 테이텀을 위해 개방했을 때, 음악가들이 명백한 경쟁과 소위 절단 세션에 참여했던 시대의 마지막 날이었고, 파월은 테이텀에게 이렇게 말했다. "이봐요, 나는 여러분께 템포와 빠른 플레이에 대해 보여 드리겠습니다. 언제든 준비되면 좋습니다." 테이텀은 웃으며 대답했다. "이봐요, 내일 당신이 여기에 와서 당신의 오른손으로 하는 모든 것은 나의 왼쪽으로 할게요." 파월은 결코 도전에 응하지 않았다.

## 음반 목록
- Art Tatum Piano Impressesions, ARA (Boris Morros Music Company) A-1, c.1945
- Art Tatum Piano Solos, Asch 356, c.1945
- Footnotes to Jazz, Vol. 2: Jazz Rehearsal, II- Art Tatum Trio, Folkways, 1952
- The Genius of Art Tatum, 1953-4
- Makin' Whoopee, Verve, 1954
- The Greatest Piano Hits of Them All, Verve, 1954
- Genius of Keyboard 1954–56, Giants of Jazz
- Still More of the Greatest Piano Hits of Them All, Verve, 1955
- The Lionel Hampton Art Tatum Buddy Rich Trio Clef Records MG C-709 1956
- More of the Greatest Piano Hits of All Time, Verve, 1955
- The Art Tatum–Ben Webster Quartet, Verve, 1956, reissued as The Tatum Group Masterpieces, Volume Eight, Pablo, 1975
- The Essential Art Tatum, Verve, 1956
- Piano Starts Here, Columbia CS 9655, 1968
- Capitol Jazz Classics – Volume 3 Solo Piano, Capitol M-11028, 1972
- Masterpieces, Leonard Feather Series MCA2-4019, MCA, 1973
- God is in the House, Onyx, 1973 [re-released on High Note, 1998]
- The Complete Capitol Recordings, Vol. 1, Capitol, 1989
- The Complete Capitol Recordings, Vol. 2, Capitol, 1989
- Solos 1940, Decca/MCA, 1989
- The Tatum Group Masterpieces, Vol. 6, Pablo, 1990
- The Tatum Group Masterpieces, Vol. 7, Pablo, 1990
- The Tatum Group Masterpieces, Vol. 4, Pablo, 1990
- The Tatum Group Masterpieces, Vol. 2, Pablo, 1990
- The Tatum Group Masterpieces, Vol. 3, Pablo, 1990 (The Lionel Hampton Art Tatum Buddy Rich Trio)
- The Tatum Group Masterpieces, Vol. 1, Pablo, 1990
- Art Tatum at His Piano, Vol. 1, Crescendo, 1990
- The Complete Pablo Group Masterpieces, Pablo, 1990
- Classic Early Solos (1934–37), Decca Records, 1991
- The Complete Pablo Solo Masterpieces, Pablo, 1991
- The Best of Art Tatum, Pablo, 1992
- Standards, Black Lion, 1992
- The V-Discs, Black Lion, 1992
- The Art Tatum Solo Masterpieces, Vol. 1, Pablo, 1992
- The Art Tatum Solo Masterpieces, Vol. 2, Pablo, 1992
- The Art Tatum Solo Masterpieces, Vol. 3, Pablo, 1992
- The Art Tatum Solo Masterpieces, Vol. 4, Pablo, 1992
- The Art Tatum Solo Masterpieces, Vol. 5, Pablo, 1992
- The Art Tatum Solo Masterpieces, Vol. 6, Pablo, 1992
- The Art Tatum Solo Masterpieces, Vol. 7, Pablo, 1992
- The Art Tatum Solo Masterpieces, Vol. 8, Pablo, 1992
- I Got Rhythm: Art Tatum, Vol. 3 (1935–44), Decca Records, 1993
- Fine Art & Dandy, Drive Archive, 1994
- The Art Tatum Solo Masterpieces, Vol. 2, Pablo, 1994
- Marvelous Art, Star Line Records, 1994
- House Party, Star Line Records, 1994
- Masters of Jazz, Vol. 8, Storyville (Denmark), 1994
- California Melodies, Memphis Archives, 1994
- 1934–40, Jazz Chronological Classics, 1994
- 1932–44 (3-CD Box Set), Jazz Chronological Classics, 1995
- The Rococo Piano of Art Tatum, Pearl Flapper, 1995
- I Know That You Know, Jazz Club, 1995
- Piano Solo Private Sessions October 1952, New York, Musidisc (France), 1995
- The Art of Tatum, ASV Living Era, 1995
- Trio Days, Le Jazz, 1995
- 1933–44, Best of Jazz (France), 1995
- 1940–44, Jazz Chronological Classics, 1995
- Vol. 16-Masterpieces, Jazz Archives Masterpieces, 1996
- 20th Century Piano Genius (20th Century/Verve), 1996
- Body & Soul, Jazz Hour (Netherlands), 1996
- Solos (1937) and Classic Piano, Forlane, 1996
- Complete Capitol Recordings, Blue Note, 1997
- Memories Of You (3-CD Set) Black Lion, 1997
- On The Sunny Side Topaz Jazz, 1997
- 1944, Giants of Jazz, 1998
- Standard Sessions (2-CD Set), Music & Arts, 1996 & 2002/Storyville 1999
- Piano Starts Here – Live at The Shrine (Zenph Re-Performance), Sony BMG Masterworks, 2008